# حسن عزالدین
حسن عزالدین (به عربی: حسن عز الدين‎، ت. «Ḥassan ‘Iz ad-Dīn»     متولد ح. 1963 ) یک تبعه لبنانی است که توسط دولت ایالات متحده تحت تعقیب است.

## پیشینه کیفری
حسن عزالدین یکی از اعضای ادعایی حزب‌الله است. او در حال حاضر به دلیل ادعای دست‌داشتن در ربودن پرواز ۸۴۷ ترنس‌ورلد در ۱۴ ژوئن ۱۹۸۵، تحت تعقیب دولت ایالات متحده است. این حمله منجر به مرگ رابرت استتم، غواص نیروی دریایی ایالات متحده، شد. در ۱۰ اکتبر ۲۰۰۱، عزالدین به همراه دو نفر دیگر که گفته می‌شود در این هواپیماربایی دست داشته‌اند، در فهرست اولیه ۲۲ تروریست تحت تعقیب اف‌بی‌آی قرار گرفتند، که توسط رئیس‌جمهور جورج دبلیو بوش منتشر شد. در حال حاضر پاداشی معادل ۵ میلیون دلار برای اطلاعاتی که منجر به دستگیری و محکومیت او شود، ارائه شده است. گفته می‌شود که او لبنان ساکن است.